# Campionato ungherese di calcio
Il campionato ungherese di calcio ha come massima divisione la Nemzeti Bajnokság I. È conosciuto anche con altri nomi legati alla sponsorizzazione.
Al secondo livello troviamo la Nemzeti Bajnokság II che è formata da due gironi, e al terzo la Nemzeti Bajnokság III, che è composta da sei gironi. Dal quarto livello in giù il campionato prosegue su base regionale.
Il massimo campionato è organizzato dal 1901. La squadra più titolata è il Ferencváros, seguita dall'MTK Budapest e dall'Újpest FC, tutte e tre squadre della capitale Budapest.

## Attuale sistema
| Livelli | Divisioni                                                        | Divisioni                                                        | Divisioni                                                        | Divisioni                                                        | Divisioni                                                        | Divisioni                                                        | Divisioni                                                         | Divisioni                                                         | Divisioni                                                         | Divisioni                                                         | Divisioni                                                         | Divisioni                                                         | Divisioni                                                      | Divisioni                                                      | Divisioni                                                      | Divisioni                                                      | Divisioni                                                      | Divisioni                                                      |
| ------- | ---------------------------------------------------------------- | ---------------------------------------------------------------- | ---------------------------------------------------------------- | ---------------------------------------------------------------- | ---------------------------------------------------------------- | ---------------------------------------------------------------- | ----------------------------------------------------------------- | ----------------------------------------------------------------- | ----------------------------------------------------------------- | ----------------------------------------------------------------- | ----------------------------------------------------------------- | ----------------------------------------------------------------- | -------------------------------------------------------------- | -------------------------------------------------------------- | -------------------------------------------------------------- | -------------------------------------------------------------- | -------------------------------------------------------------- | -------------------------------------------------------------- |
| 1       | Nemzeti Bajnokság I 16 club 2 retrocessioni                      | Nemzeti Bajnokság I 16 club 2 retrocessioni                      | Nemzeti Bajnokság I 16 club 2 retrocessioni                      | Nemzeti Bajnokság I 16 club 2 retrocessioni                      | Nemzeti Bajnokság I 16 club 2 retrocessioni                      | Nemzeti Bajnokság I 16 club 2 retrocessioni                      | Nemzeti Bajnokság I 16 club 2 retrocessioni                       | Nemzeti Bajnokság I 16 club 2 retrocessioni                       | Nemzeti Bajnokság I 16 club 2 retrocessioni                       | Nemzeti Bajnokság I 16 club 2 retrocessioni                       | Nemzeti Bajnokság I 16 club 2 retrocessioni                       | Nemzeti Bajnokság I 16 club 2 retrocessioni                       | Nemzeti Bajnokság I 16 club 2 retrocessioni                    | Nemzeti Bajnokság I 16 club 2 retrocessioni                    | Nemzeti Bajnokság I 16 club 2 retrocessioni                    | Nemzeti Bajnokság I 16 club 2 retrocessioni                    | Nemzeti Bajnokság I 16 club 2 retrocessioni                    | Nemzeti Bajnokság I 16 club 2 retrocessioni                    |
| 2       | Nemzeti Bajnokság II 16 club 2 promozioni 3 retrocessioni        | Nemzeti Bajnokság II 16 club 2 promozioni 3 retrocessioni        | Nemzeti Bajnokság II 16 club 2 promozioni 3 retrocessioni        | Nemzeti Bajnokság II 16 club 2 promozioni 3 retrocessioni        | Nemzeti Bajnokság II 16 club 2 promozioni 3 retrocessioni        | Nemzeti Bajnokság II 16 club 2 promozioni 3 retrocessioni        | Nemzeti Bajnokság II 16 club 2 promozioni 3 retrocessioni         | Nemzeti Bajnokság II 16 club 2 promozioni 3 retrocessioni         | Nemzeti Bajnokság II 16 club 2 promozioni 3 retrocessioni         | Nemzeti Bajnokság II 16 club 2 promozioni 3 retrocessioni         | Nemzeti Bajnokság II 16 club 2 promozioni 3 retrocessioni         | Nemzeti Bajnokság II 16 club 2 promozioni 3 retrocessioni         | Nemzeti Bajnokság II 16 club 2 promozioni 3 retrocessioni      | Nemzeti Bajnokság II 16 club 2 promozioni 3 retrocessioni      | Nemzeti Bajnokság II 16 club 2 promozioni 3 retrocessioni      | Nemzeti Bajnokság II 16 club 2 promozioni 3 retrocessioni      | Nemzeti Bajnokság II 16 club 2 promozioni 3 retrocessioni      | Nemzeti Bajnokság II 16 club 2 promozioni 3 retrocessioni      |
| 3       | Nemzeti Bajnokság III Ovest 16 club 1 promozione 3 retrocessioni | Nemzeti Bajnokság III Ovest 16 club 1 promozione 3 retrocessioni | Nemzeti Bajnokság III Ovest 16 club 1 promozione 3 retrocessioni | Nemzeti Bajnokság III Ovest 16 club 1 promozione 3 retrocessioni | Nemzeti Bajnokság III Ovest 16 club 1 promozione 3 retrocessioni | Nemzeti Bajnokság III Ovest 16 club 1 promozione 3 retrocessioni | Nemzeti Bajnokság III Centro 16 club 1 promozione 3 retrocessioni | Nemzeti Bajnokság III Centro 16 club 1 promozione 3 retrocessioni | Nemzeti Bajnokság III Centro 16 club 1 promozione 3 retrocessioni | Nemzeti Bajnokság III Centro 16 club 1 promozione 3 retrocessioni | Nemzeti Bajnokság III Centro 16 club 1 promozione 3 retrocessioni | Nemzeti Bajnokság III Centro 16 club 1 promozione 3 retrocessioni | Nemzeti Bajnokság III Est 16 club 1 promozione 3 retrocessioni | Nemzeti Bajnokság III Est 16 club 1 promozione 3 retrocessioni | Nemzeti Bajnokság III Est 16 club 1 promozione 3 retrocessioni | Nemzeti Bajnokság III Est 16 club 1 promozione 3 retrocessioni | Nemzeti Bajnokság III Est 16 club 1 promozione 3 retrocessioni | Nemzeti Bajnokság III Est 16 club 1 promozione 3 retrocessioni |
| 4       | Megye I, 20 gruppi                                               | Megye I, 20 gruppi                                               | Megye I, 20 gruppi                                               | Megye I, 20 gruppi                                               | Megye I, 20 gruppi                                               | Megye I, 20 gruppi                                               | Megye I, 20 gruppi                                                | Megye I, 20 gruppi                                                | Megye I, 20 gruppi                                                | Megye I, 20 gruppi                                                | Megye I, 20 gruppi                                                | Megye I, 20 gruppi                                                | Megye I, 20 gruppi                                             | Megye I, 20 gruppi                                             | Megye I, 20 gruppi                                             | Megye I, 20 gruppi                                             | Megye I, 20 gruppi                                             | Megye I, 20 gruppi                                             |
| 5       | Megye II, 20 gruppi                                              | Megye II, 20 gruppi                                              | Megye II, 20 gruppi                                              | Megye II, 20 gruppi                                              | Megye II, 20 gruppi                                              | Megye II, 20 gruppi                                              | Megye II, 20 gruppi                                               | Megye II, 20 gruppi                                               | Megye II, 20 gruppi                                               | Megye II, 20 gruppi                                               | Megye II, 20 gruppi                                               | Megye II, 20 gruppi                                               | Megye II, 20 gruppi                                            | Megye II, 20 gruppi                                            | Megye II, 20 gruppi                                            | Megye II, 20 gruppi                                            | Megye II, 20 gruppi                                            | Megye II, 20 gruppi                                            |
| 6       | Megye III, 19 gruppi                                             | Megye III, 19 gruppi                                             | Megye III, 19 gruppi                                             | Megye III, 19 gruppi                                             | Megye III, 19 gruppi                                             | Megye III, 19 gruppi                                             | Megye III, 19 gruppi                                              | Megye III, 19 gruppi                                              | Megye III, 19 gruppi                                              | Megye III, 19 gruppi                                              | Megye III, 19 gruppi                                              | Megye III, 19 gruppi                                              | Megye III, 19 gruppi                                           | Megye III, 19 gruppi                                           | Megye III, 19 gruppi                                           | Megye III, 19 gruppi                                           | Megye III, 19 gruppi                                           | Megye III, 19 gruppi                                           |
| 7       | Megye IV, 6 gruppi                                               | Megye IV, 6 gruppi                                               | Megye IV, 6 gruppi                                               | Megye IV, 6 gruppi                                               | Megye IV, 6 gruppi                                               | Megye IV, 6 gruppi                                               | Megye IV, 6 gruppi                                                | Megye IV, 6 gruppi                                                | Megye IV, 6 gruppi                                                | Megye IV, 6 gruppi                                                | Megye IV, 6 gruppi                                                | Megye IV, 6 gruppi                                                | Megye IV, 6 gruppi                                             | Megye IV, 6 gruppi                                             | Megye IV, 6 gruppi                                             | Megye IV, 6 gruppi                                             | Megye IV, 6 gruppi                                             | Megye IV, 6 gruppi                                             |
| 8       | Megye V, 1 gruppo                                                | Megye V, 1 gruppo                                                | Megye V, 1 gruppo                                                | Megye V, 1 gruppo                                                | Megye V, 1 gruppo                                                | Megye V, 1 gruppo                                                | Megye V, 1 gruppo                                                 | Megye V, 1 gruppo                                                 | Megye V, 1 gruppo                                                 | Megye V, 1 gruppo                                                 | Megye V, 1 gruppo                                                 | Megye V, 1 gruppo                                                 | Megye V, 1 gruppo                                              | Megye V, 1 gruppo                                              | Megye V, 1 gruppo                                              | Megye V, 1 gruppo                                              | Megye V, 1 gruppo                                              | Megye V, 1 gruppo                                              |